# Ernst Friedrich Ockel
Ernst Friedrich Ockel (* 16. November 1742 in Mengeringhausen; † 22. März 1816 vermutlich in Mitau) war ein evangelisch-lutherischer Geistlicher in Kurland.

## Leben

### Herkunft und Familie
Ernst Friedrich stammt mutmaßlich aus der Adelsfamilie Ockel von Sallwitz. Er war ein Sohn des Diakon und Rektors Johann Gottfried Ockel († 1744) und der Johannette Elisabeth Wilhelmina, geborene Daudeyin. Er war vermutlich mit der aus Hanau stammenden Charlotte Blachiere († 1815) vermählt. Aus der Ehe ist wenigstens ein Sohn Peter hervorgegangen.

### Werdegang
Ockel absolvierte seinen Schulbesuch in Mengeringhausen und beschloss diesen auf dem Waisenhaus in Halle. Es schloss sich 1760 sein Studium in Halle und Jena, eventuell auch in Göttingen an. Seit 1762 hielt er sich in Waldeck auf und unterrichtete unter anderem für zwei Jahre den Prinzen Ludwig von Waldeck (1752–1793).
Ab dem Jahr 1768 hielt er sich in Kurland auf. 1773 war er Pastor-Adjunkt und 1774 Pastor in Nerft. In den Jahren 1776 bis 1786 war er Pastor in Sahten und seit 1780 zugleich Propst der Kandauschen Diözese und Mitglied des Konsistoriums. Ab dem Jahr 1786 war er deutscher Frühprediger in Mitau und kurländischer Superintendent. Als solcher führte er Kirchenvisitationen im Oberland durch. Er wurde 1792 zum Dr. theol. der Universität Greifswald promoviert. Seit 1795 war er geistlicher Präses des Konsistoriums und seit 1806 Konsistorialrat.
Ockel war Rationalist und Schriftsteller.

## Werke
- Der Mentor oder die Bildung des Verstandes, Herzens und Geschmacks: nach Grundsätzen und Erfahrung vornehmlich zur Privaterziehung der Jugend vom Stande entworfen von E. F. O, Riga 1770
- Betrachtungen über die Wünsche der Menschen, Mitau 1771
- Ueber die Sittlichkeit der Wollust, Mietau und Leipzig, 1772 (Digitalisat)
- Standrede bey dem Sarge des Freyherrn Karl Philipp von Rönne, Erbherrn der Puhrenschen und mehrerer Güter, Riga 1778
- Ueber die drey Erzieher des Plutarch, Natur, Gewohnheit und Unterricht, (Mitauische Monatsschrift) Mai 1784, S. 127–173
- Ueber die Größe der Welt, in Mitauische Monatsschrift, Februar 1785, S. 91–118
- Ueber Geist und Wahrheit der Religion Jesu: Ein Beytrag zur Beförderung des thätigen Christenthums und des wahren Duldungs-Sinnes, Berlin und Stettin 1785
- Rede bey der feyerlichen Einführung als Superintendent in der Dreyeinigkeitskirche zu Mitau gehalten, Mitau 1786
- Antrittspredigt von der beseligenden Gotteskraft der Religion Jesu über Joh. VI, 66–67 (= in der Dreyeinigkeitskirche zu Mitau), Mitau 1786
- Auch ein Wort zu seiner Zeit, in einem Schreiben an das Hoch- und Wohlehrwürdige Ministerium dieser Herzogthümer, wie auch an alle Christen, Denker und Zweifler, Mitau 1786
- Ob und wie fern die Kanzel der schickliche Ort zur Aufklärung sey: Eine nöthige Pastoralfrage, Berlin 1789
- Ueber die wahre und falsche Aufklärung, eine Predigt über Röm. XIII, 11–14 (= in der Trinitätskirche zu Mitau gehalten), Mitau 1790
- Veränderte alte Kirchengebete der kurländischen Agende, Mitau 1790
- Ueber die Religion der Vollkommnern Anmerkungen und Zusätze zu der Schrift des Herrn Oberconsistorial-Raths Doctor Teller, Berlin 1794 (PDF)
- Anleitung zur Weisheit, Tugend und Glückseligkeit für die Jugend nach der reinen Lehre Jesu, Königsberg 1795
- Palingenesie des Menschen nach Vernunft und Schrift: oder dargestellte Uebereinstimmung dessen, was beide über Unsterblichkeit, Auferstehung und den künftigen Lebenszustand lehren, Königsberg und Mitau 1795 (Digitalisat)
- Opfer innigster Liebe und Verehrung geweihet dem vollendeten Geiste des Herrn Starosten u.s.w. S.F. Korff. Erbherrn der Güter Nerft, Schönberg, Brücken u.s.w., Mitau 1797
- Ein Wort zu dieser Zeit. In einem Hirtenbriefe an das Ministerium des kurländischen Gouvernements, Mitau 1807
- Todtenopfer geweihet dem vollendeten Geiste des Herrn G. J. v. Bolschwing, Oberhauptmann zu Mitau, Mitau 1808